# Comme à la maison (album de Paul Personne)
Pour les articles homonymes, voir Comme à la maison.
 (septembre 2017).
Si vous disposez d'ouvrages ou d'articles de référence ou si vous connaissez des sites web de qualité traitant du thème abordé ici, merci de compléter l'article en donnant les références utiles à sa vérifiabilité et en les liant à la section « Notes et références ».
Albums de Paul Personne
La route de la chance
(1990) Rêve sidéral d'un naïf idéal
(1994)
Singles
1. Le bourdon
Sortie : 1992

Comme à la maison... est un album du guitariste et chanteur français de blues et de rock Paul Personne, sorti en 1992.

## Présentation
Pour cet album, préparé seul dans son home studio, Paul Personne choisit de signer et de le sortir chez Polydor.
Bien que Personne y joue tous les instruments, il s'assure également la collaboration du musicien Jacno, du parolier Boris Bergman et du comédien Gérard Lanvin. 
L'album est certifié disque d'or, par le SNEP, en avril 1994, et contient le single et succès radio Le bourdon.

## Liste des titres
Toutes les chansons sont écrites et composées par Paul Personne, sauf annotations.
| 1.    | Salut !                                                 | 4:29 |
| 2.    | Boom boom                                               | 0:36 |
| 3.    | Le rôle... on l'a d'ja !                                | 3:40 |
| 4.    | General Lee (Boris Bergman, Paul Personne)              | 5:04 |
| 5.    | Fantômes                                                | 0:33 |
| 6.    | Nuits blanches étoilées                                 | 4:27 |
| 7.    | Vagabondage (Gérard Lanvin, Personne)                   | 3:42 |
| 8.    | Quelqu'un appelle                                       | 2:41 |
| 9.    | Lavomatics (Bergman, Personne)                          | 4:11 |
| 10.   | P'tit blues                                             | 1:17 |
| 11.   | En cabane sur les branches (Bergman, Personne)          | 3:08 |
| 12.   | Serenity Street (Bergman, Personne)                     | 4:58 |
| 13.   | Picnic existentiel au bord d'un lit (Bergman, Personne) | 5:07 |
| 14.   | Cow-boy                                                 | 0:50 |
| 15.   | Le bourdon (Jacno, Personne)                            | 4:58 |
| 16.   | Repaire                                                 | 1:31 |
| 17.   | Mélancolie                                              | 3:04 |
| 54:15 |                                                         |      |

## Crédits
fournis sur le site officiel
- Paul Personne : chant, guitares, basse, batterie, percussions, harmonica, chœurs

- Enregistrements : Studio de la Blaque avec la complicité de Serge Devesvre
- Mixage : avec Phil Delire au Studio I.C.P. à Bruxelles
- Gravure : Gordon et Phil à Town House